# Falerio (vino)

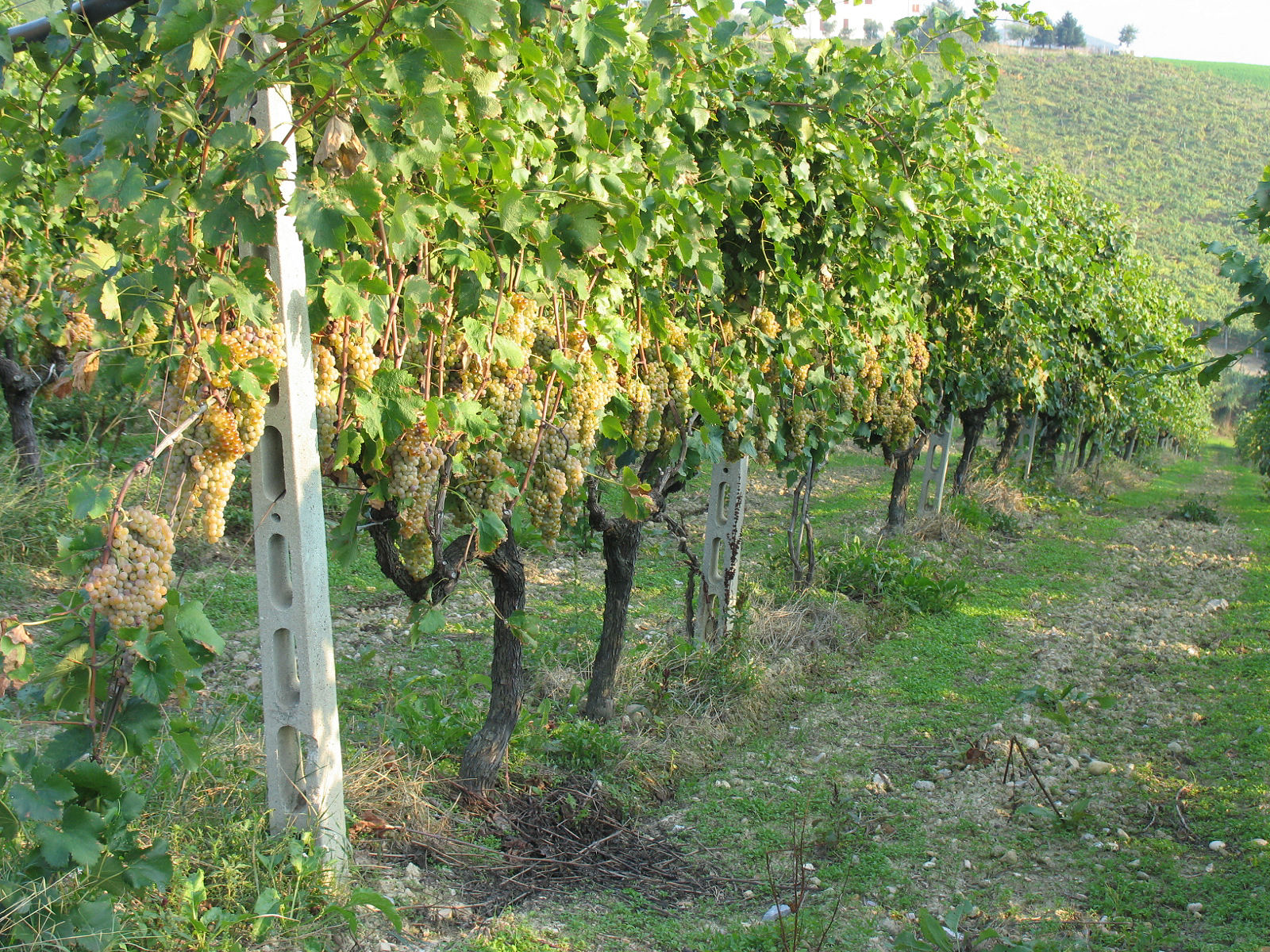
Un vigneto di Falerio dei Colli Marchigiani

Il Falerio è un vino DOC la cui produzione è consentita in tutta la provincia di Ascoli Piceno e in una piccola parte della provincia di Fermo, con esclusione dei vigneti coltivati sopra i 700 metri s.l.m.
Il suo nome deriva da Falerio Picenus (Falerone), località al centro della provincia di Fermo e dal soprastante Mons Falarinus. 
Il Falerio può essere prodotto in due tipologie:
- Falerio (Trebbiano toscano 20-50%, Passerina 10-30%, Pecorino 10-30%)
- Falerio Pecorino (Pecorino minimo 85%)

Negli uvaggi del Falerio dei Colli Ascolani possono concorrere Trebbiano toscano al 20-50%, Passerina al 10-30%, Pecorino al 10-30% , più altri a bacca bianca ammessi alla coltivazione all'interno della Regione Marche.

## Caratteristiche organolettiche
- colore: paglierino più o meno tenue
- odore: lievemente profumato
- sapore: secco, sapido, armonico, leggermente acidulo

Leggermente acidulo, secco e sapido il Falerio dei Colli Ascolani è un vino che gode di buona beva. Nel bicchiere si presenta giallo paglierino tenue, dai riflessi verdolini, trasparente quasi cristallino. Gradevole dal punto di vista olfattivo, con profumi tenui che ricordano molto le mele verdi non mature e fiori di prato. Nei vini in cui la Passerina è in percentuale maggiore si sente di più l'aromaticità del vitigno a scapito della freschezza.

## Storia
Troviamo traccia dei vini prodotti in questa zona già nel 1596: nel noto trattato dei vini italiani pubblicato da Andrea Bacci ci sono dettagli che parlano di vigneti e vini, anche nell'attuale tipologia vin cotto, a ridosso della città di Fermo. 
Il riconoscimento in epoca contemporanea arriva nel 1975 con l'entrata del Falerio dei Colli Ascolani tra le DOC italiane, poi modificata nel 1997 con l'entrata negli uvaggi di due vitigni storici ed importanti: la Passerina ed il Pecorino. 
Addirittura sembra che la Passerina sia riconducibile all'uva Psithia descritta da Virgilio.
Oggi il Falerio è prodotto da coltivazioni poste nei seguenti comuni: 
Appignano del Tronto, Ascoli Piceno, Castel di Lama, Castignano, Comunanza, Cossignano, Offida, Venarotta (provincia di Ascoli Piceno).
Falerone (provincia di Fermo).
Delle 17 aziende produttrici, 13 si trovano in provincia di Ascoli Piceno, 2 in provincia di Fermo e 2 in  provincia di Ancona.

## Abbinamenti consigliati
Cene a base di pesce.
Grazie alla sua freschezza il Falerio dei Colli Ascolani è un ottimo aperitivo, da abbinare con molluschi, crostacei, antipasti a base di pesce e con le locali olive all'ascolana. Se la vendemmia non è stata eccessivamente precoce, la morbidezza permette di accompagnare il Falerio dei Colli Ascolani anche con animali di bassa corte cucinati con cotture leggere. Generalmente da consumare entro il primo anno di vita.
Il Falerio dei Colli Ascolani va servito in bicchieri a tulipano svasati alla temperatura di 8-10 °C.

## Produzione
Provincia, stagione, volume in ettolitri
- Ascoli Piceno  (1990/91)  18416,0
- Ascoli Piceno  (1991/92)  19725,57
- Ascoli Piceno  (1992/93)  25879,0
- Ascoli Piceno  (1993/94)  27225,32
- Ascoli Piceno  (1994/95)  31231,3
- Ascoli Piceno  (1995/96)  26617,1
- Ascoli Piceno  (1996/97)  24659,36